# Stanislav Veniger
Stanislav Veniger, slovenski policist in veteran vojne za Slovenijo, * 1961, Celje, † november 2024.
Svojo poklicno pot v policiji je začel leta 1980 na Policijski upravi Celje, na kateri je preživel večino svoje kariere in je bil tudi dvakrat njen direktor, prvič med leti 1995 in 1998 ter nato še med 2005 in 2008.
Po vmesnih službovanjih kot direktor uniformirane policije ter raznih službah na Ministrstvu za Notranje zadeve je oktobra 2012 postal Generalni direktor policije, ki jo je vodil do upokojitve, oktobra 2014, ko ga je na mestu generalnega direktorja nasledil Marjan Fank.